# Pelodiscus shipian
Pelodiscus shipian — вид черепах з родини трикігтевих черепах (Trionychidae). Описаний у 2022 році. Раніше вважався частиною Хунанська м'якотіла черепаха. Назва «shipian» з китайської мови перекладається як «плита», що натякає на схожість цього виду з пласким каменем.

## Опис
Зовнішньо в значній мірі схожий на вид Китайська м'якотіла черепаха, з якими може утворювати гибриди. Відрізняється від інших видів переважно за иітохондріальними лініями. Довжина карапаксу становить близько 15 см, більш-менш сильно горбистий.
Оосбливістю є забарвлення: карапакс зазвичай оливкового кольору, виразно окільцюваний, прикрашений зеленувато-чорним мармуровим малюнком; пластрон жовтувато-білий з плямою з розмитими краями за кожною пахвовою западиною, яка не поширюється до ентопластрону, і невеликою чорноїюсуспензією вздовж її передньої межі; нижня сторона шкірястого краю панцира з різною кількістю темної пігментації; голова оливкового кольору з численними чорними плямами; підборіддя сіро-коричневе з блідими крапками, горло темно-сіре, з дрібними плямами чорного кольору; шия з широкою жовтою бічною смугою, що тягнеться від барабанної стінки ззаду, яка має тенденцію вниками з дорослішанням черепахи; ентопластрон у формі бумеранга, величина згинання поперечної планки між двома заднебоково спрямованими ветвями становить 90°.

## Спосіб життя
Воліє до прісних водойм, насамперед річок та боліт. Є яйцекладною черепахою.

## Поширення
Ендемік КНР. Знайдено лише в провінції Цзянсі.